# Breakage
Breakage, de son vrai nom James Boyle (né le 19 juillet 1982 à Slough, en Angleterre), est un musicien britannique de musique électronique. Aux côtés de Magnetic Man, Katy B, et Sub Focus, Breakage fait partie des artistes qui amèneront le dubstep à se populariser.

## Biographie
James Boyle, alias Breakage, commence à travailler comme DJ dès l'âge de 13 ans. Il se fait remarquer pour la première fois en 2000 avec un remix de Here Come the Drums de Doc Scott. Depuis, il sort de nombreux titres sur le label de drum and bass Reinforced, avec lequel il signe à l'âge de 17 ans, et sur d'autres labels, puis sur son propre label Scientific Wax, qu'il gère avec Equinox. En 2006, il sort son premier album, This Too Shall Pass.
Il connait son premier grand succès en 2009 avec les titres Run 'Em Out, soutenu par Roots Manuva, et surtout Hard. L'album suivant, Foundation, est également salué par la presse spécialisée internationale,. Breakage connait son premier succès en charts avec la chanteuse Jess Mills avec Fighting Fire, qui entre dans le top 40 en Grande-Bretagne en début mars 2011.

## Discographie

### Albums studio
- 2006 : This Too Shall Pass
- 2010 : Foundation

### Singles
- 2007 : Callahan
- 2009 : Run 'Em Out (featuring Roots Manuva)
- 2009 : Hard (featuring David Rodigan & Newham Generals)
- 2010 : Speechless / Justified
- 2011 : Fighting Fire (featuring Jess Mills) (34e des charts britanniques[4])